# Port Morant
Port Morant est une localité de la paroisse de Saint-Thomas située dans le sud-est de la Jamaïque.

## Histoire
Dans les premières années de la colonisation européenne, Port Morant est un des principaux ports de la Jamaïque. L'exportation des bananes et la production de rhum y sont des industries majeures. Après la conquête anglaise de la Jamaïque en 1655, le général Luke Stokes arrive de Nevis avec 1 600 personnes qui s'installent près de Port Morant en 1656.
Port Morant est aussi un haut-lieu de la piraterie.

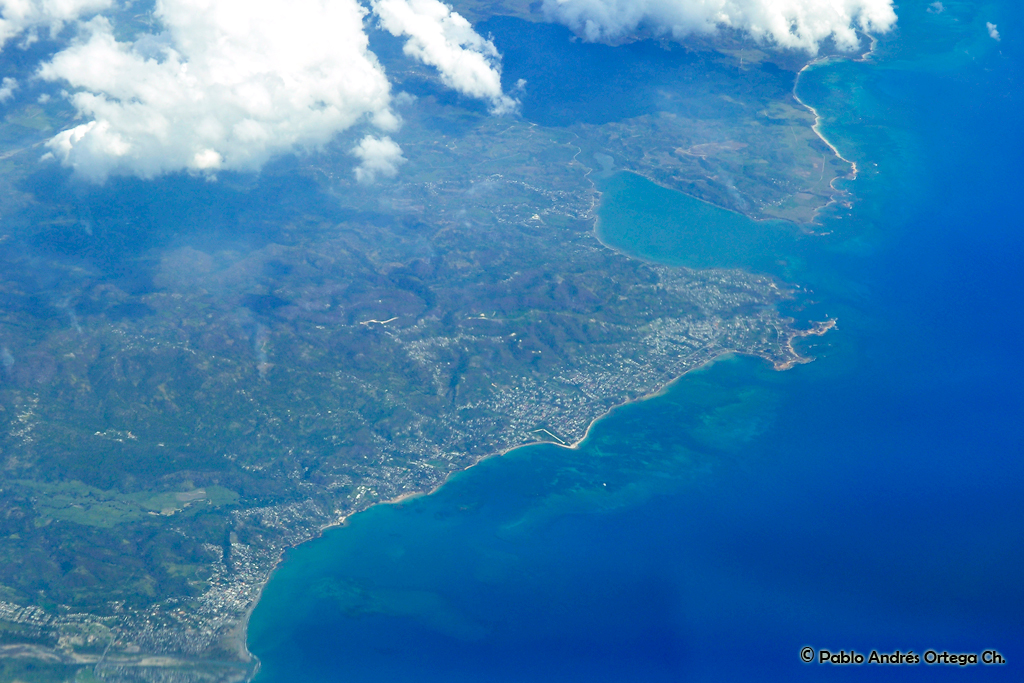
Vue aérienne de Port Morant (2012)
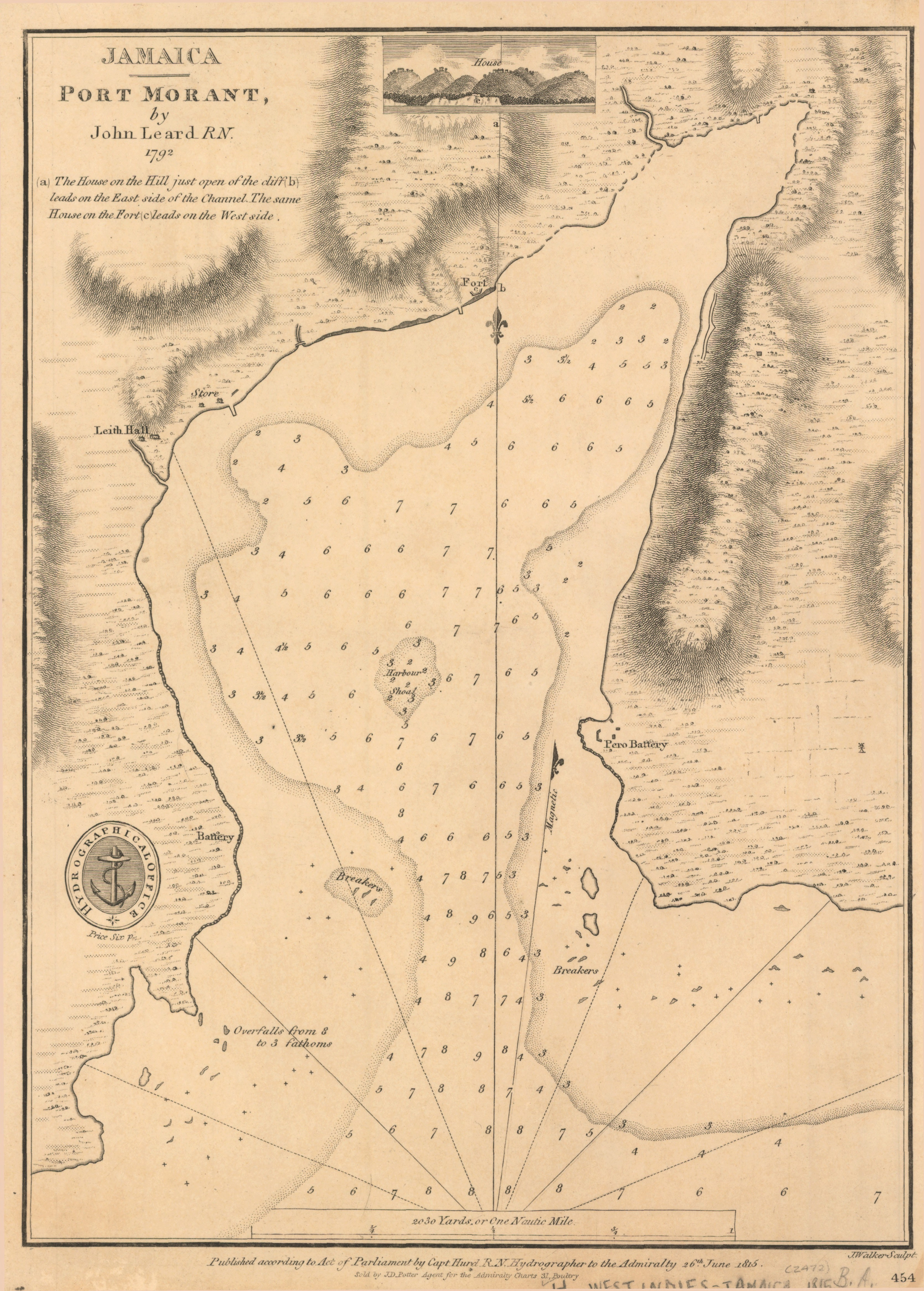
Carte de l'Amirauté : Port Morant en 1815.